# داما (قرية)
قرية داما من القرى السورية الواقعة في محافظة السويداء (في الجهة الشمالية الغربية من المحافظة) في منطقة اللجاة الصخرية المعروفة بعدد كبير من المدن والقرى الأثرية وتعتبر داما من القرى الأثرية الهامة في محافظة السويداء، تحوي داما قلعة أثرية والكثير من المعالم الرومانية وعددا لابأس به من الآثار المنتشرة هنا وهناك والكثير من البيوت الأثرية الهامة ومن الآثار الشهيرة دير داما.
تشتهر بمياهها العذبة فحسب الدراسات قرية داما تعوم على بحر من المياه الجوفية لذلك تنتشر الكثير من المزروعات المروية في القرية. ومن المحاصيل الزراعة مثل الزيتون والكرمة (العنب) والقمح والشعير وهناك العديد من مشاريع عنب المائدة قائمة في القرية.

## التاريخ
مرت على داما عبر التاريخ حضارات كثيرة كالأنباط والرومان وما زالت الآثار واضحة حتى الآن وبشكل كبير، ولداما مكانة في تاريخ سورية الحديث حيث عقد فيها أول مؤتمر لإعلان الثورة ضد المحتل الفرنسي في مضافة شبيب القنطار وما زال المكان الذي عقد المؤتمر فيه شاهدا حتى الآن، ولقد تمركز في أراضي داما الوعرة الثوار العرب السوريون الذين قاتلوا ضد الاحتلال الفرنسي في سورية.